# NGC 5521
NGC 5521 (również PGC 50931 lub UGC 9122) – galaktyka spiralna (S?), znajdująca się w gwiazdozbiorze Panny. Odkrył ją John Herschel 10 kwietnia 1828 roku.